# نینا تاماکی
نینا تاماکی (انگلیسی: Nina Tamaki؛ زادهٔ ۲۹ فوریهٔ ۱۹۹۶) صداپیشه اهل ژاپن است. وی از سال ۲۰۱۷ میلادی تاکنون مشغول فعالیت بوده‌است.